# Goroka
Goroka è una cittadina della Papua Nuova Guinea e capoluogo della provincia degli Altopiani Orientali.
Situata a 1.600 metri s.l.m., conta 25.000 abitanti.